# Sabine Westhoff
Sabine Graf-Westhoff –en ciertas publicaciones deportivas la nombran Simone Westhoff– (Bielefeld, 3 de diciembre de 1969) es una deportista alemana que compitió en triatlón. Ganó dos medallas en el Campeonato Europeo de Triatlón, oro en 1993 y plata en 1994.

## Palmarés internacional
| Campeonato Europeo | Campeonato Europeo      | Campeonato Europeo | Campeonato Europeo |
| Año                | Lugar                   | Medalla            | Prueba             |
| ------------------ | ----------------------- | ------------------ | ------------------ |
| 1993               | Echternach (Luxemburgo) | Medalla de oro     | Individual         |
| 1994               | Eichstätt (Alemania)    | Medalla de plata   | Individual         |